# Kamienica przy Rynku 16 w Tarnowskich Górach
Kamienica przy Rynku 16 w Tarnowskich Górach – zabytkowa kamienica wybudowana w XVI wieku, znajdująca się pod numerem 16 przy tarnogórskim Rynku. 
Od 1791 roku właścicielem kamienicy był Johann Sedlaczek, a do 1805 roku znajdowała się w niej pierwsza siedziba założonej przez Sedlaczka i funkcjonującej do dziś winiarni. W 1804 roku kamienica gościła Józefa Wybickiego, autora słów polskiego hymnu. Od połowy XIX wieku aż do początku XX wieku budynek należał do rodziny Böhmów.
W 1966 roku został wpisany do rejestru zabytków.
Budynek pierwotnie miał podcienia, których ślady zachowały się do dziś. W dawnej sieni oraz na prawo od niej, jak również w klatce schodowej zachowały się sklepienia krzyżowe i kolebkowe. 

## Historia

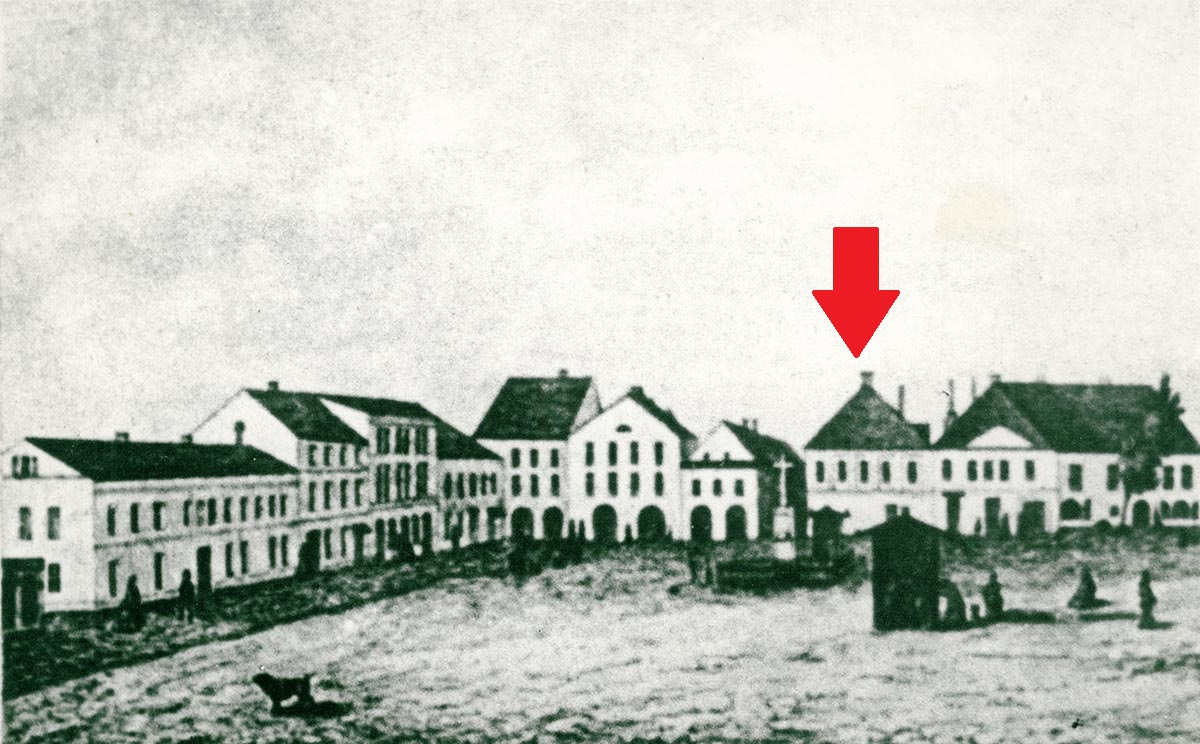
Południowa i zachodnia pierzeja tarnogórskiego rynku ok. 1860–1870. Dom pod numerem 16 oznaczony czerwoną strzałką

Budynek znajduje się w zachodniej pierzei tarnogórskiego Rynku, na rogu z ulicą Przesmyk. Podobnie jak sąsiednie budynki, wybudowany został w XVI wieku. Pierwotnie był jedną z kamienic podcieniowych, których zespół współcześnie obejmuje budynki przy ul. Gliwickiej 1, 3 i 5 oraz przy Rynku 18 i 17 (budynek północny i południowy), a kiedyś także 15.
Nie jest znany inwestor, architekt, budowniczy, ani dokładna data wzniesienia kamienicy. W Regestrach Anlagow Mieÿskich z lat 1673–1676 między domem należącym do Schumannów (współczesna kamienica pod numerem 15) a domem Olofssonów (współczesna północna kamienica pod numerem 17) znajdował się dom Marcina Niwki, stąd – zdaniem badacza tarnogórskich archiwów Marka Wojcika – przyjąć należy, iż był to w tym okresie właściciel kamienicy pod obecnym numerem 16.
Dom pojawia się w spisie budynków, które spłonęły w pożarze miasta w 1746 roku. Wówczas jego wartość wynosiła 570 talarów, a właścicielem był doktor Jacob Karol Psczenski.
Z 1765 roku pochodzi pierwszy zachowany kataster, w którym pojawia się budynek, którego obecny adres to Rynek 16. Kamienica była wówczas własnością poborcy podatkowego Gottfrieda Schultza i miała numer 20. Od 1791 roku właścicielem domu był kupiec Johann Sedlaczek, założyciel winiarni. Od 1805 roku aż do dziś funkcjonuje ona w zakupionym również przez Sedlaczka, znajdującym się przy tarnogórskim Rynku budynku pod numerem 1. W katastrze z 1800 roku budynek przy Rynku 16 był oznaczony numerem 18 i pozostawał własnością Sedlaczka aż do jego śmierci w 1845 roku. Wartość obiektu w latach 1800–1840 wynosiła 615-620 talarów.

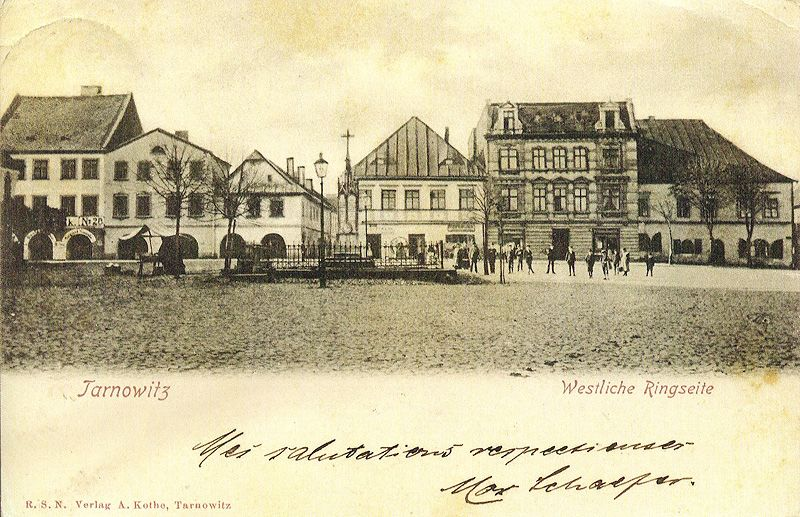
Zachodnia pierzeja tarnogórskiego rynku w 1902 roku. Budynek pod numerem 16 w środku, trzeci z prawej

W lipcu 1804 roku w kamienicy nocował Józef Wybicki, autor słów Pieśni Legionów Polskich we Włoszech, który wraz z synami przybył do Tarnowskich Gór, by podziwiać zainstalowaną w 1788 roku maszynę parową do odwadniania kopalń, jedną z pierwszych na kontynencie europejskim.
Wnuki Johanna Sedlaczka weszły w związki małżeńskie z przedstawicielami zamożnej rodziny Böhmów i to pomimo różnic wyznania (Sedlaczkowie byli katolikami a Böhmowie ewangelikami). Maria Sedlaczek wyszła za mąż za Gustava Böhma, który był synem sukiennika Gustava Böhma, właściciela sąsiedniej kamienicy pod numerem 17. Po uregulowaniu spraw spadkowych, prawdopodobnie w 1864 roku kamienica pod numerem 16 stała się własnością Marii i Gustava Böhmów. Kiedy w II połowie XIX wieku po raz pierwszy urzędowo nadano nazwy ulicom w mieście, niewielką uliczkę oddzielającą kamienice numer 16 i 17 nazwano Böhmgasse dla uczczenia tej zasłużonej dla miasta rodziny (obecnie ul. Przesmyk).
Spośród znanych właścicieli, na początku XX wieku (w latach 1899–1908) kamienica należała do była wdowy Elisabeth Böhm, drugiej żony Gustava Böhma. W latach 1909–1913 właścicielką posesji była wdowa Adelheid Guttmann, żydówka trudniąca się handlem i produkcją wyrobów mącznych. W latach 1928–1938 dom był własnością Józefa Milarskiego, kupca i współzałożyciela Stowarzyszenia Właścicieli Domów i Gruntów w Tarnowskich Górach.
W latach 50. XX wieku w kamienicy mieściły się m.in. Śląskie Zakłady Elektryczne, zaś 27 kwietnia 1966 roku budynek został wpisany do rejestru zabytków  .
Na parterze budynku przez kilkadziesiąt lat (do 2013 roku) znajdował się sklep rybny. Współcześnie w kamienicy mieści się m.in. jubiler, lodziarnia, kancelaria adwokacka oraz sklep z rozmaitościami.

## Architektura
Kamienica pod numerem 16 przy tarnogórskim Rynku jest piętrowa, wzniesiona na rzucie prostokąta, ma symetryczną, pięcioosiową elewację, a kryta jest czterospadowym dachem z wystawkami.
Pierwotnie również wnętrze budynku miało symetryczny układ z przelotową sienią w jego osi. W części dawnej sieni oraz na prawo od niej zachowały się sklepienia kolebkowe, w klatce schodowej – sklepienia krzyżowe i kolebkowe.
Oryginalnie budynek miał również podcienia z arkadami – podobnie jak sąsiednia kamienica pod numerem 15 – spod których możliwe było wyjście przed tzw. Dom Szymkowica (w którym w latach 1608–1908 mieścił się ratusz). Podcienia jeszcze są widoczne na planie miasta z lat 40. XIX wieku jako przerywana linia w części frontowej budynku; na późniejszych mapach oraz rycinach i fotografiach już się one nie pojawiają. Ich ślady zachowały się jednak do czasów współczesnych w pomieszczeniach na parterze.